# مایلی؟
«مایلی؟» (به انگلیسی: Would?) تک‌آهنگی از آلیس این چینز است که در سال ۱۹۹۲ میلادی منتشر شد. این آهنگ در آلبوم کثیف قرار دارد. موزیک ویدئو این آهنگ در سال ۱۹۹۳ از ام‌اتی‌وی جایزه بهترین موزیک ویدئو از فیلم را دریافت کرده است.

## مشارکت کننده‌ها
آلیسی این چینز
- لین استیلی – lead vocals
- جری کنترل – گیتار، lead vocals
- Mike Starr – گیتار بیس
- شان کینی – درام

## چارت‌ها
| چارت (۳-۱۹۹۲)                       | بهترین جایگاه |
| ----------------------------------- | ------------- |
| Canadian RPM Rock/Alternative Chart | ۲۱            |
| فنلاند (جدول‌های رسمی فنلاند)        | ۱۷            |
| Dutch Singles Chart                 | ۳۳            |
| جدول تک‌آهنگ‌های بریتانیا             | ۱۹            |
| US Mainstream Rock Tracks           | ۱۹            |